# Конрад II (граф Люксембурга)
Конрад II (1105/1110 — 1136) — граф Люксембурга в 1129/1131—1136 годах.

## Биография
Сын Вильгельма I и Лиутгарды фон Бейхлинген. Наследовал графство Люксембург после отца между 17 июня 1129 года и 13 апреля 1131 года. Последний раз упоминается 30 мая 1135 года. Умер, не оставив наследника мужского пола, поэтому после его смерти графство Люксембург перешло к императору Священной Римской империи.
Похоронен в Альтмюнстерском аббатстве.

## Брак и дети
До 1134 года женился на Ирменгарде (умерла 1134/1138), дочери графа Оттона II, графа Цютфена и его жены Юдит, вдове Герхарда II, графа Гельдерна (умер 26 октября 1131). В Europäische Stammtafeln предполагается, что у них был сын:
- Отто, граф Глейберга, упомянут в 1141 — 1162 годах.

Но как замечено в Foundation for Medieval Genealogy он приходится только родственником Клеменции, матери Вильгельма I Люксембургского, что не означает с необходимостью, что Отто был кровным родственником графов Люксембургских. К тому же непонятно, почему он не наследовал графство Люксембург, если был сыном Конрада II.